# Polnische Partei (Freie Stadt Danzig)
Die Polnische Partei war eine Partei in der Freien Stadt Danzig.

## Geschichte
Sie entwickelte sich wahrscheinlich aus einem Ortsverband der Polnischen Nationaldemokratischen Partei, die im Deutschen Kaiserreich in Westpreußen und anderen Regionen die Interessen der polnischen Bevölkerung vertreten hatte.
Bei den Verhandlungen zum Versailler Vertrag waren drei ihrer Vertreter bei den Bereichen, die Danzig betrafen, anwesend.
Anfang Januar 1920 wurde Konrad Redmer als erster und wahrscheinlich einziger polnischer Stadtrat überhaupt in den letzten Danziger Magistrat gewählt. Im Staatsrat der entstehenden Freien Stadt Danzig gab es zwei polnische Vertreter.
Die Polnische Partei war anschließend in der Verfassunggebenden Versammlung und allen Danziger Volkstagen sowie in den Stadtverordnetenversammlungen und Gemeindevertretungen des Freistaats Danzig vertreten. Sie stand in enger Verbindung zur Polnischen Gemeinde (Gmina Polska), die die eigentliche Interessenvertretung und kulturelle Organisation der polnischen Bevölkerung in Danzig seit 1921 war. Über die Struktur und eigene Aktivitäten der Polnischen Partei gibt es kaum Informationen. Wahrscheinlich war sie nur für die politische Vertretung in den Parlamenten zuständig.
Die Wahlergebnisse der Partei nahmen im Laufe der Zeit ab. Hintergrund war möglicherweise, dass von rechten Kreisen und in der katholischen Kirche gegen sie agitiert wurde, und mehr polnische Wähler die konservativere katholische Zentrumspartei  wählten. 1930 trat der ehemalige Vorsitzende Zygmunt Moczyński zusätzlich mit einer eigenen Liste zur Volkstagswahl an.
Nach der deutschen Eroberung des Freistaats Danzig wurde die Polnische Partei wahrscheinlich im September 1939 verboten.

## Persönlichkeiten
- Konrad Redmer, einziger polnischer Stadtrat in Danzig 1920–1921, Arzt
- Franciszek (Franz) Kubacz, Vorsitzender, Mitglied im Staatsrat 1920, Volkstagsabgeordneter 1920–1927, Vertreter bei Verhandlungen zum Versailler Vertrag 1919, Arzt
- Bonifacy (Bonifatius) Łangowski, Mitglied im Staatsrat 1920, Abgeordneter 1920–1927, Vertreter bei Verhandlungen zum Versailler Vertrag, Rechtsanwalt
- Wojciech (Albert) Jedwabski, Volkstagsabgeordneter 1920–1930, Vertreter bei Verhandlungen zum Versailler Vertrag
- Zygmunt (Siegmunt) Moczyński, Vorsitzender seit 1924, Volkstagsabgeordneter 1924–1933, 1930 mit eigener Liste, Kaufmann